# 兵動大樹のほわ〜っとエエ感じ。
『兵動大樹のほわ〜っとエエ感じ。』（ひょうどうだいきのほわ〜っとええかんじ）は、朝日放送ラジオ（ABCラジオ）の平日帯昼ワイド番組枠『ABCパワフルアフタヌーン』で、毎週金曜日12:00から15:00に生放送されているトーク番組である。

## 概要
2010年4月放送開始。漫才コンビ「矢野・兵動」の兵動大樹が単独で番組を担当する冠番組で、リスナーから寄せられたお便りを紹介したり、最近のニュースで気になった話題を話す。
2021年秋改編で『ABCパワフルアフタヌーン』では唯一、ABCアナウンサーがレギュラー出演しない番組となった。
2022年7月29日の放送はアシスタントの宇野ひろみが新型コロナウイルスの陽性反応のため放送開始以来、初めて休演することとなり、伊藤史隆（ABCアナウンサー）が代演を務めた。
2022年8月19日は全国高校野球選手権大会の休養日（当初の予定通り）でABCラジオは中継がなく、宇野のみがスタジオに赴き、ABCアナウンサーともに当番組を放送する予定だったが、兵動とあやつるぽん!もプロデューサーに急遽呼ばれ、スケジュールにも支障がなかったため、2人も冒頭より出演。結果通常の放送と変わらない形となった。2023年8月18日も高校野球の休養日（当初予定より1日遅れ）となり、当初は宇野とゲストパートナーの柴田博（ABCアナウンサー）の放送が予定していたが兵動は通常通り出演した。
2022年9月10日に滋賀県にあるかねふくめんたいパークびわ湖で放送開始以来、初の公開イベント「兵動大樹のぴりっとエエ感じ。」を開催。レギュラー出演者の3人に加えて、ゲストにファミリーレストランを迎えた。この時の模様は9月17日 16時-17時にABCラジオで特別番組として放送した。
2024年8月9日放送分は高校野球で本年度試行する熱中症対策の2部制により、第2試合の終了後から15時まで生放送される予定。

## 出演
- 兵動大樹 - パーソナリティ
- 宇野ひろみ - パートナー

### 過去の出演
- 小泉エリ - コーナーレギュラー（2010年4月 - 2016年6月24日）

鼻が大きいことから、当番組では兵動に「鼻」と呼ばれていた。放送開始当初は13時台後半の「小泉エリの今日のおやつ」担当だった。後に時間帯が13時半頃に変更となるとともにコーナー内容が「マナー講座」「お掃除講座」「コンビニ講座」などと変更となり、「ほわ〜っとキレイ通信」（資生堂提供）では初代 "ビヨ子"として出演した。大相撲の元幕内・土佐豊と結婚して、東京に移住するため降板した。
- あやつるぽん! - レギュラー（2016年7月1日 - 2023年6月30日）

出演開始当初は本名の「中上亜耶」名義で出演。現芸名の由来ともなったマジックの時のフレーズ「あやつるぽん」から、兵動・宇野に「ぽん（ちゃん）」と呼ばれている。
13時半頃の「ほわ〜っとキレイ通信」を"中上ビヨ子"名義で担当した。自身の担当コーナー出演後はエンディングまで出演した。
「ほわ～っとキレイ通信」のコーナー終了後、2020年4月より番組オープニングから出演する様になった。
番組ホームページ、radiko.jpの番組表には存在が記されていなかったが、後者には2020年4月より記される様になった。
自身の結婚を機に2023年6月30日を以って降板。ぽんの後任はゲストパートナーを男女、吉本興業の内外を問わず起用している。

## コーナー
- ほわ～っとニュース！（12:35 - ）
- チョイウザ オヤジ自論ラモ（13:15 - ）

DJヒョーキーのもりもりフライデーの後枠として、2021年4月30日放送分より開始。リスナーがこだわる自論を募集して、兵動、宇野、ぽんがそれについて、あり or なしを決めるコーナー。
- 兵動和尚のビシ～ッとエエ感寺（13:50 - ）

理想タカオの恋はジェットストリームの後枠として放送。エエ感寺の住職・兵動和尚がリスナーから寄せられた「小悩み」について、ビシッと回答する。宇野は寺の小坊主・宇野念、ぽんは修行中の見習い小坊主・ぽん念に扮する。
- チケット兵動（14:00 - ）

公演を控えた吉本興業（2019年6月までは、よしもとクリエイティブ・エージェンシー）所属芸人（裏番組レギュラーの出演例もあり）が主に出演。他社所属芸人や俳優が出演することも稀にある。
フリーアナウンサー・映画コーディネーターの森川みどりが月1回出演して、話題の最新映画を紹介する。
- 快適生活 ラジオショッピング（14:15 - ）
- ファニー田ぽんのなるほどね！ ワールド（14:30 - ）

ぽんがリスナーから寄せられたクイズに解答して、5問全問正解を目指す。小学校高学年レベルの問題を番組で募集している。問題のジャンルは社会科、国語、算数、理科など多岐に渡る。
ぽんが5問全問正解した場合は兵動が自腹で、精肉店で販売中の高級和牛をリスナーにプレゼントする。4問正解した場合はADが選んだ 5問目を出題する。5問全問正解しなかった場合はクイズの1問目から出題して解答する。
ぽん自身の学力と一般教養が著しく不足しているため、珍解答が毎回続出して兵動から鋭い突っ込みをその場で受けるのがお約束である。
クイズのライフラインとして、番組プロデューサーの上ノ薗とADがその場で解答する事が出来る。
シーズン1～シーズン5と続き、現在はシーズン6に突入している。
- ABCニュース（12:30 - 、13:10 - 、14:25 - ）

担当アナウンサー紹介の際、宇野がアナウンサーに「こんにちは」と呼び掛け、アナウンサーからの挨拶に「お願いします」と返して本編に入るのが特徴。

### 過去のコーナー
- 特攻野郎ABC（13:50 - ）

2012年4月より「日本列島ほっと通信」の後枠として放送。リスナーからの投稿ネタに対し兵動が「タフガイ!」「ノット タフガイ!」（主に男性リスナーのネタに対して、女性リスナーのネタの場合「アマゾネス!」「ノット アマゾネス!」）と判定する。
- 妖怪探偵ダイキ（13:50 - ）

2014年秋より「特攻野郎ABC」の後枠として放送。リスナーから寄せられた身の回りで起きた出来事を妖怪の仕業として、兵動扮する妖怪探偵・ダイキが退治する。
- 思い出のヒットパレード 小泉エリの妄想リクエスト（14:30 - ）

リスナーからの曲のリクエストに対して小泉がDJ風に紹介。曲を流した後、冒頭で読み上げたメッセージを基に小泉が妄想に入る。2011年3月までは「きかなきゃソング・ソング」として、リクエストでかけた曲に関する事柄をクイズにしていた。
2014年秋から同年末までは「華やかな時代にタイムトリップクイズ」（略して「鼻クイズ」）と題して、小泉はリクエスト曲を流した後、その曲がヒットしていた時代にまつわるクイズを兵動と宇野に出題した。
2015年より「思い出のヒットパレード」のコーナーが月曜日を除いて終了した為、オープニングで発表したテーマに基づくメール紹介枠となっている。
- 理想タカオの恋はジェットストリーム（13:50 - ）

「妖怪探偵ダイキ」の後枠として放送。恋愛でテンションが上がりそうなフレーズを募集し、客室乗務員役の宇野と小泉 → ぽんが読み上げた後、機長・理想タカオ役の兵動が旅客機の座席グレードにちなんだ判定をした上で、自らもリスナーと同じお題でフレーズを発表する。
- 突撃! あさおのサービスエリア訪問（12:50 - ）

2014年10月 - 12月の期間限定で放送。「西イチグルメ決定戦」とのタイアップ企画で、高野あさおがNEXCO西日本管内の高速道路のサービスエリアで食レポを展開した。
- 拝啓、お前（13:00 - ）

2014年秋より「宇野ひろみのイラっとエエ感じ～!」の後枠として放送。腹が立つ人物に向けたリスナーからの手紙を兵動が読み上げるもの。2016年秋の改編で終了したが、同年12月9日、16日に「ABCラジオ やったるDAYS」の特別企画として復活した。
- 賢くなってエエ感じ。（13:15 - ）

2016年9月30日より「今週のちょっとエエ感じ!」の後枠として放送。ABCアナウンサー（中邨雄二、伊藤史隆、堀江政生、島田大→島田の異動後は橋詰優子、芦沢誠が主に担当）が講師となり、兵動に政治・経済などの疑問点をわかりやすく解説する（初回は中邨が「アベノミクス」を解説）。2019年秋に終了。
- 我こそは○○だ!!
- DJヒョーキーのもりもりフライデー（13:15 - ）

兵動がラジオDJのDJヒョーキーに扮して、リスナーから届いた曲のリクエストに応える。曲のリクエストは1970年代 - 1990年代にヒットした歌謡曲、ニューミュージック、アイドルソング、アニメソング（アニソン）が多かった。コーナーで使用された テーマソングはジンギスカンのHadschi Halef Omar （ハッチ大作戦）。2021年4月23日放送分で、DJヒョーキーがリスナーに「旅に出る」と発表して、コーナーは無期限休止となった。

## 特別番組
2015年11月15日、「創立65周年記念 ABCラジオまつり2015」の公開生放送企画として『武田和歌子のぴたっと。』との合同特別番組『武田和歌子もほわっと。』を13:30 - 14:25に放送。
2016年9月29日、『ABCラジオ オータムスペシャル』（日本シリーズ終了までの火 - 金曜21:00 - 21:50）の一環として、宇野、森川に桂米紫を加えた3人で映画をテーマとした特番を生放送。
2023年8月15日（第105回全国高等学校野球選手権記念大会が台風7号のため前日中のうちに順延決定）12時から14時45分まで、「サマースペシャル」として、当番組からのスピンオフ企画「宇野ひろみのイケナイ太陽」を大会前収録した完パケで放送した。この回は兵動の出演はなかった。